# Magnus Theodor Moltke
Magnus Theodor greve Moltke (9. marts 1806 – 29. oktober 1860 i Wien) var en tysk-dansk godsejer.
Han var søn af greve Adam Gottlob Detlef Moltke af dennes 2. ægteskab, var født 9. marts 1806 og kom 1834 i besiddelse al godset Grønholt (Grünholz) med Grøndal i Svans. Han blev 1840 kammerherre og samme år kongevalgt medlem af Slesvig Stænder, i hvilke han sad i Samlingerne 1840, 1842 og 1844, men opgav 1846 sin plads efter det åbne brev. 1847 valgtes han til Verbitter for Itzehoe Kloster. 1849 skrev han Die schleswig-holsteinische Frage, hvori han anbefalede en deling af Slesvig og rådede til fred på dette vilkår og således, at det med Holsten forenede Sydslesvig optoges i Det tyske Forbund som selvstændig stat; successionsspørgsmålet ønskede han ordnet af en kongres. Af misfornøjelse med forholdene i hjemmet solgte han 1855 sine slesvigske godser til hertug Carl af Glücksborg og købte året efter godset Zalenze i Øvre Schlesien. Han døde 29. oktober 1860 i Wien.
1. september 1830 havde han ægtet Frederikke Antoinette Sophie komtesse Wedel-Jarlsberg (8. august 1808 – 24. maj 1892), datter af grev Johan Casper Herman Wedel-Jarlsberg.